# Синеголовый ракетохвостый попугай
Синеголовый ракетохвостый попугай (лат. Prioniturus platenae) — птица из отряда попугаеобразных.

## Внешний вид
Длина тела 27—28 см. Основная окраска оперения зелёная. Голова яркая, светло-голубая, Крылья снизу синие, кроющие крыла — зелёные, у самцов грудь синеватая. Клюв — синевато-серый. Радужка желтоватая. Впервые описан Бласиусом в 1888 году.

## Распространение
Обитают на острове Палаван на западе Филиппинского архипелага.

## Образ жизни
Населяют влажные тропические леса. Живут небольшими стаями.

## Угрозы и защита
Находятся под угрозой исчезновения из-за разрушения естественной среды обитания и браконьерства.